# Liste de fromages norvégiens
 (février 2014).
Si vous disposez d'ouvrages ou d'articles de référence ou si vous connaissez des sites web de qualité traitant du thème abordé ici, merci de compléter l'article en donnant les références utiles à sa vérifiabilité et en les liant à la section « Notes et références ».

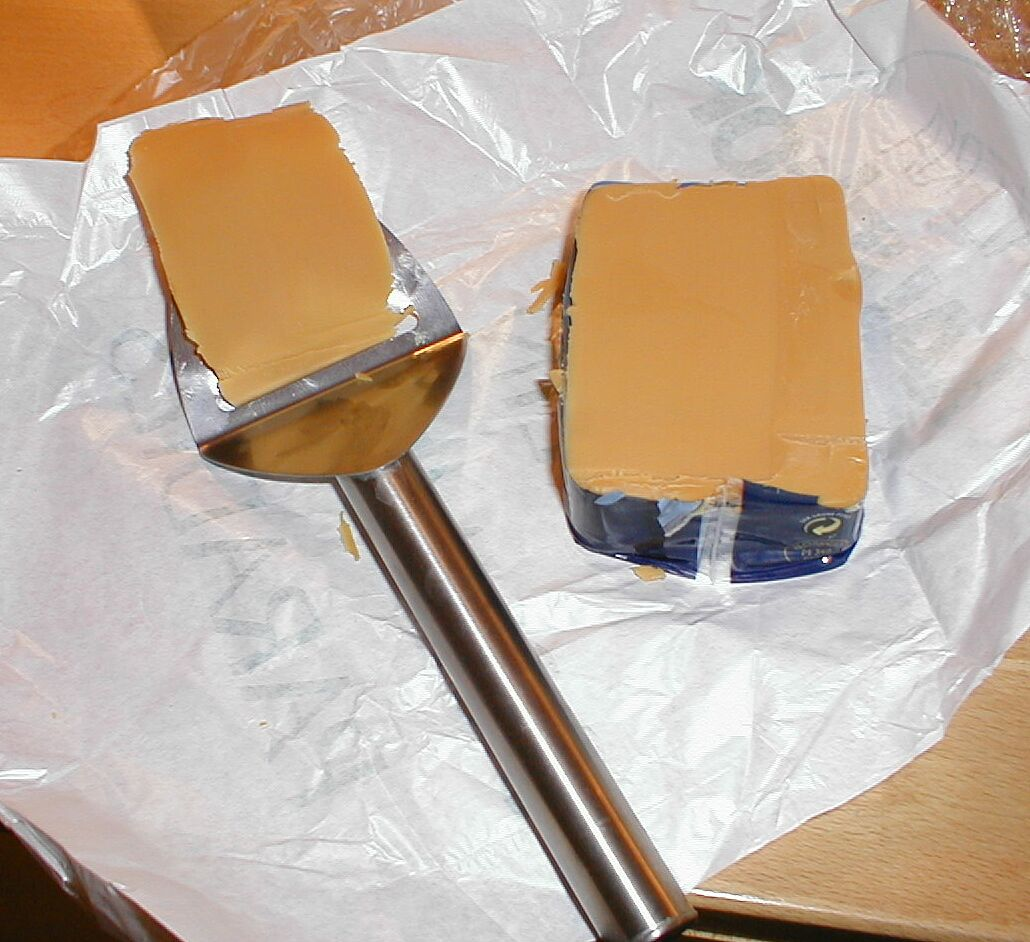
Brunost.

On trouve parmi les fromages norvégiens :
- Brunost (fromage brun)
- Jarlsberg, fromage au lait de vache à la saveur douce, avec une pâte pressée souple percée de gros trous. Il appartient à la famille de l'emmental.
- Gammelost